# Taxiphyllum inundatum
Taxiphyllum inundatum är en bladmossart som beskrevs av Hermann Johann O. Reimers 1931. Taxiphyllum inundatum ingår i släktet Taxiphyllum och familjen Hypnaceae. Inga underarter finns listade i Catalogue of Life.